# Hondschoote
Hondschoote é uma comuna do departamento do Nord, na França. Em 2010 a comuna tinha 4 156 habitantes (densidade: 175,7 hab./km²).

## Turismo
O moinho Noordmeulen data de 1127 e outro moinho de vento, o Spinnewyn foi restaurado em 1993. A igreja remonta ao século XIV, a sua torre foi concluída em 1513 mas foi queimada durante a Reforma Protestante em 1582. Foi restaurada no início do século XVII, sendo um grande edifício, considerando que Hondschoote é cidade pequena. No centro da cidade estão várias construções antigas, nomeadamente a Câmara Municipal.

## História
Na Idade Média, Hondeschoote fazia parte do Condado da Flandres, e posteriormente dos Países Baixos Burgúndios e dos Países Baixos Espanhóis. Uma cidade próspera, tinha milhares de pequenas oficinas de pano de linho. Mas, no século XVI, quando os exércitos franceses atacaram o exército espanhol, batalhas ocorreram em Hondschoote, sendo que os franceses queimaram e saquearam a cidade. Os teceleiros de Hondeschoote fugiram como refugiados ao que é hoje a Inglaterra e a Bélgica.
A batalha de Hondschoote ocorrida em 1793 foi um evento chave para salvar a República Francesa, após a Revolução. O rei inglês enviou um exército para capturar através Flandres de Dunkerque para livrar o país de uma invasão pelo porto dos revolucionários. Os invasores estrangeiros foram espancados por voluntários do exército francês, em uma feroz batalha patriótica próximo de Hondeschoote, o moinho de vento foi utilizado como estação de primeiros socorros.